# Wólka Kańska-Kolonia
Wólka Kańska-Kolonia – kolonia w Polsce położona w województwie lubelskim, w powiecie chełmskim, w gminie Rejowiec Fabryczny.
| SIMC    | Nazwa    | Rodzaj     |
| ------- | -------- | ---------- |
| 0106052 | Góra     | przysiółek |
| 0106069 | Majdanek | przysiółek |
| 0106075 | Zaolzie  | przysiółek |

W latach 1975–1998 miejscowość administracyjnie należała do województwa chełmskiego. 
Kolonia jest sołectwem w gminie Rejowiec Fabryczny. Według Narodowego Spisu Powszechnego (III 2011 r.) liczyła 289 mieszkańców i była szóstą co do wielkości miejscowością gminy.